# DBeaver
O DBeaver é uma aplicação de software cliente SQL e uma ferramenta de administração de bases de dados. Para bases de dados relacionais, utiliza a API (interface de programação de aplicações) JDBC para interagir com as bases de dados através de um driver JDBC. Para outras bases de dados (NoSQL), utiliza drivers de bases de dados proprietários.
Oferece um editor que suporta o autocomplemento de código e realce de sintaxe. Possui uma arquitetura de plug-ins (baseada na arquitetura de plug-ins do Eclipse IDE) que permite aos utilizadores modificar grande parte do comportamento da aplicação para fornecer funcionalidades específicas de bases de dados ou recursos independentes de bases de dados.
O DBeaver é uma aplicação de desktop escrita em Java e baseada na plataforma Eclipse. A edição comunitária (CE) do DBeaver é um software de uso gratuito e de código aberto, distribuído sob a Licença Apache. Uma edição empresarial de código fechado do DBeaver (EE) é distribuída sob uma licença comercial.

## História
O DBeaver começou em 2010 como um projeto de passatempo. A intenção era que o software fosse gratuito e de código aberto, com uma interface gráfica apelativa e conveniente, incluindo funcionalidades frequentemente utilizadas por desenvolvedores e gerenciadores de bases de dados. A primeira versão oficial foi lançada em 2011 no Freecode, e rapidamente tornou-se uma ferramenta popular na comunidade de código aberto. No mesmo ano, foi criado o site oficial e o fórum de suporte à comunidade (agora migrado para o GitHub).
Em 2012, foi lançada uma versão como plugin do Eclipse – desde então, o DBeaver tornou-se uma das extensões de bases de dados mais populares para o Eclipse (entre as 50-60 mais utilizadas de todas as extensões do Eclipse). Pouco tempo depois, vários fornecedores de software começaram a integrar o DBeaver (principalmente como extensões para os seus produtos proprietários baseados no Eclipse RCP: Zend Studio, NXTware, DeltaDNA, entre outros).
Em 2014, foi lançada a versão empresarial, a Enterprise Edition (EE). Esta versão é baseada na versão comunitária (CE), mas também oferece suporte para bases de dados NoSQL/Big Data (como Cassandra, MongoDB e Redis) e inclui alguns plugins adicionais do Eclipse. Um ano depois, o código-fonte e a comunidade do DBeaver migraram para o GitHub.
Em 2017, o DBeaver CE foi relicenciado sob a Licença Apache (a partir da versão 4.x). Em julho de 2017, a versão DBeaver EE tornou-se comercial para apoiar o desenvolvimento da versão CE.

## Plataformas e idiomas suportados
O DBeaver é uma ferramenta multiplataforma e funciona em plataformas suportadas pelo Eclipse (Windows, Linux, MacOS X, Solaris), está disponível em inglês, português, chinês, russo, italiano, alemão e outros idiomas. A ferramenta também suporta todos os bancos de dados SQL populares, como MySQL, MariaDB, PostgreSQL, SQLite, Oracle e outros.